# Rajons de Valka
Le rajons de Valka se situait dans l'extrême nord-est de la Lettonie, à la frontière avec l'Estonie. Les rajons ont été supprimés par la réforme administrative de 2009.

## Population (2000)
Au recensement de l'an 2000, le district avait 34 317 habitants, dont :
- Lettons : 27 608 personnes, soit 80,45 %.
- Russes :  4 419 personnes, soit 12,88 %.
- Biélorusses :    767 personnes, soit  2,24 %.
- Ukrainiens :    467 personnes, soit  1,36 %.
- Polonais :    295 personnes, soit  0,86 %.
- Lituaniens :    157 personnes, soit  0,46 %.
- Estoniens : 0,45 %.
- Autres : 1,25 %.

Le terme Autres inclut notamment des ressortissants issus de l'ex-URSS (Kazakhs, Moldaves...), ainsi que des Rroms.

## Subdivisions

### Villes
- Valka
- Smiltene
- Strenči
- Seda

### Pagasts
- Bilskas pagasts,
- Blomes pagasts,
- Brantu pagasts,
- Ērģemes pagasts,
- Ēveles pagasts,
- Grundzāles pagasts,
- Jērcēnu pagasts,
- Kārķu pagasts,
- Launkalnes pagasts,
- Palsmanes pagasts,
- Plāņu pagasts,
- Smiltenes pagasts,
- Trikātas pagasts,
- Valkas pagasts,
- Variņu pagasts,
- Vijciema pagasts,
- Zvārtavas pagasts.